# Jordan Kamdschalow

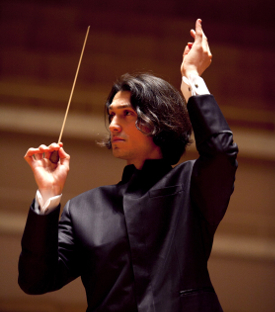
Yordan Kamdzhalov (2007)

Yordan Kamdzhalov (bulgarisch Йордан Камджалов, englisch Yordan Kamdzhalov; * 16. Oktober 1980 in Targowischte) ist ein bulgarischer Dirigent und Musiker.

## Leben
Kamdzhalov absolvierte sein Dirigierstudium in Sofia und Berlin und nahm an Meisterkursen bei Dirigenten wie David Zinman, Jorma Panula, Kurt Masur, Bernard Haitink, Simon Rattle und Daniel Barenboim teil. Er hatte Auftritte auf drei Kontinenten und dirigierte Dutzende von Ensembles in zahlreichen Ländern und in Kulturzentren wie Zürich, Berlin, London, Wien, Boston, Tokio, Singapur, Los Angeles, Frankfurt, München und anderen. Er ist Preisträger internationaler Dirigierwettbewerbe, darunter „Gustav Mahler“, „Jorma Panula“ und „Alliance London“.
Er wurde einstimmig zum Generalmusikdirektor und Chefdirigenten der Oper und Philharmonie Heidelberg gewählt. Er wurde auch zum Generalmusikdirektor und Chefdirigenten der Nationaloper Rijeka gewählt – Kulturhauptstadt Europas 2020.
Er ist Mitbegründer und Mitglied des Verbandes der Generalmusikdirektoren und Chefdirigenten in Deutschland.
Er ist Mitbegründer der Stiftung „Yordan Kamdzhalov“, die zur Förderung junger bulgarischer Talente gegründet wurde und sich zu einer konzeptionellen Kulturplattform entwickelt hat. Er ist Initiator und Gründer des Chores des Musikalischen Labors für den Menschen, des Ensembles des Musikalischen Labors für den Menschen sowie des Formats „Bulgarien singt“. Er ist künstlerischer Leiter und Chefdirigent des GENESIS ORCHESTRA.
Er hat eine Reihe von Aufnahmen für Plattenfirmen wie EDEL und CPO Records realisiert. Alben unter seiner Leitung erhielten renommierte europäische Nominierungen, wie „Aufnahme des Jahres“ von Opus Klassik, Berlin, sowie den prestigeträchtigen „Echo Klassik“, Hamburg.
Er ist Mitbegründer, Musikalischer Direktor und Chefdirigent der Internationalen Musikakademie und des Festivals „Boris Hristov“ in Italien. Sein Engagement im Bildungsbereich zeigt sich auch in pädagogisch-kreativen Interaktionen mit Institutionen auf drei Kontinenten, wie der Heidelberg University, Raffles Institution Singapore, der Università di Bologna, der Harvard University und der Universität Sofia.
Die NASA und das Internationale Astronomiezentrum benannten den Asteroiden 52292 – Kamdzhalov – nach ihm.
Kamdzhalov ist Gründer, künstlerischer Leiter und Chefdirigent des Festivals „Stremesch“, das der musikalischen Zukunft Bulgariens gewidmet ist, und des Festivals „Kamdzhalov“ im Rosental.
Yordan Kamdzhalov ist Gründer und Leiter der Akademie für den Menschen – einem interdisziplinären Bildungszentrum in den Bereichen Wissenschaft, Kunst und Sport.